# Hòa Mạc (phường)
Hòa Mạc là một phường thuộc thị xã Duy Tiên, tỉnh Hà Nam, Việt Nam.

## Địa lý
Phường Hòa Mạc nằm ở phía tây thị xã Duy Tiên, có vị trí địa lý:
- Phía đông giáp xã Chuyên Ngoại
- Phía tây giáp phường Yên Bắc
- Phía nam giáp xã Trác Văn và xã Yên Nam
- Phía bắc giáp phường Châu Giang.

Phường Hòa Mạc có diện tích 5,68 km², dân số năm 2018 là 11.488 người, mật độ dân số đạt 2.023 người/km².

## Lịch sử
Phường Hòa Mạc trước đây vốn là thị trấn Hòa Mạc, thị trấn huyện lỵ của huyện Duy Tiên, được thành lập vào năm 1986 trên cơ sở 46,68 ha diện tích tự nhiên của xã Yên Bắc và 122,31 ha diện tích tự nhiên của xã Trác Văn.
Đến năm 2018, thị trấn Hòa Mạc có diện tích 1,84 km², dân số là 7.360 người, mật độ dân số đạt 4.000 người/km².
Ngày 17 tháng 12 năm 2019, Ủy ban Thường vụ Quốc hội ban hành Nghị quyết số 829/NQ-UBTVQH14 về việc sắp xếp các đơn vị hành chính cấp huyện, cấp xã thuộc tỉnh Hà Nam (nghị quyết có hiệu lực từ ngày 1 tháng 1 năm 2020). Theo đó: 
- Điều chỉnh 2,119 km² diện tích tự nhiên và 3.794 người của xã Yên Bắc, 1,721 km² diện tích tự nhiên và 334 người của xã Châu Giang vào thị trấn Hòa Mạc.
- Thành lập phường Hòa Mạc thuộc thị xã Duy Tiên trên cơ sở toàn bộ diện tích và dân số của thị trấn Hòa Mạc.

Sau khi thành lập, phường Hòa Mạc có diện tích 15,68 km², dân số là 11.499 người.
Có nhiều khu vui chơi và phố đi bộ